# セカンド・シティ
セカンド・シティ（The Second City）は、アメリカ合衆国・シカゴのオールドタウン地区を拠点に活動する即興コメディ劇団。
1959年12月16日に劇場を開いて以来50年の歴史を持ち、アメリカの映画・テレビ・演劇などのショー・ビジネスに数多くのコメディアン・俳優などを輩出してきた名門劇団として知られている。
現在ではシカゴ以外にカナダのトロントにも劇団と劇場があり、カナダ出身のコメディアンの登竜門となっているほか、デトロイト、ロサンゼルス、ニューヨークにも劇場があり、ラスベガスやクリーブランドにも拠点を持っていた。アメリカとカナダではテレビ番組も製作している（SCTV, Second City Presents, Next Comedy Legend）。

## 沿革
セカンド・シティは1950年代にシカゴ大学の学生が始めたナイトクラブでのレヴュー「コンパス・プレーヤーズ」（Compass Players）が前身である。「セカンド・シティ」は「第二都市」を意味し、ニューヨークに比べて何事でも二番手に位置するシカゴを皮肉った言い方だが、この自虐的な劇団名は、A.J.リーブリングが1952年に「ザ・ニューヨーカー」に掲載したシカゴに関する記事の題名から取られた。
1959年、セカンド・シティ・ショーのプレミアがノース・ウェルズ通り1842番地の劇場で始まり、1967年にはノース・ウェルズ通り1616番地に劇場を移転した。創設者は劇作家バーナード・サーリンズ（Bernard Sahlins, 人類学者マーシャル・サーリンズの兄弟）、演出家ポール・シルズ（Paul Sills）、ハワード・アーク（Howard Alk）らシカゴ大学の卒業生であった。1973年にはトロントにセカンド・シティ・トロント劇団が作られた。サーリンズは1985年までこれらの劇団を所有していたが、トロントのセカンド・シティ劇団を監督しテレビ番組「SCTV」の製作にもあたったカナダ人アンドリュー・アレクサンダー（Andrew Alexander）に売却して現在に至っている。
劇団のコメディのスタイルは時代ごとに変わっているが、即興演劇に影響を受けたポール・シルズが築いた演出のフォーマットは基本的に変わっていない。セカンド・シティのレヴューは、脚本のある演劇と、脚本にない会話などを即興で創作する即興劇（インプロヴィセーション）との混合であり、2幕目以降の場面は観客の反応を受けて創作されてゆく。また劇団は音楽も即興的に演奏することがある。
テレビや映画で活躍する俳優の中には、セカンド・シティでデビューし、経歴を築いた後にハリウッドなどに進出した者も多い。1970年代半ば以降、セカンド・シティはNBCテレビの「サタデー・ナイト・ライブ」の出演者の供給源となり、同番組の演出手法などはセカンド・シティほか多くの即興劇団の演出・脚本の手法から影響を受けている。

## 主なセカンド・シティ出身者・出演者
- マイク・ニコルズ
- アラン・アーキン
- ジョン・キャンディ
- ダン・エイクロイド
- ジョン・ベルーシ
- マシ・オカ
- ジェームズ・ベルーシ
- ビル・マーレイ
- キャサリン・オハラ
- マーティン・ショート
- フレッド・ウィラード
- シェリー・ロング
- ジョージ・ウェント
- リチャード・カインド
- デヴィッド・ケックナー
- ユージン・レヴィ
- デイヴ・トーマス
- ダン・カステラネタ
- ボニー・ハント
- マイク・マイヤーズ
- クリス・ファーレイ
- スティーヴ・カレル
- スティーヴン・コルベア
- ティナ・フェイ
- エイミー・ポーラー
- ポール・ルーベンス
- フィル・ハートマン
- デーブ・スペクター
- Saku Yanagawa
- ジャック・マクブレイヤー